# Kaşif Şakiroğlu
Kaşif Şakiroğlu (ur. 28 sierpnia 1977) – turecki zapaśnik walczący w stylu wolnym. Zajął piąte miejsce na mistrzostwach świata w 1999. Trzeci na igrzyskach Dobrej Woli w 1998. Brązowy medalista igrzysk śródziemnomorskich w 2001. Trzeci na ME juniorów w 1995 roku.